# Triainolepis
Triainolepis là một chi thực vật có hoa trong họ Thiến thảo (Rubiaceae).

## Loài
Chi Triainolepis gồm các loài: